# Aristea zeyheri
Aristea zeyheri är en irisväxtart som beskrevs av John Gilbert Baker. Aristea zeyheri ingår i släktet Aristea och familjen irisväxter. Inga underarter finns listade i Catalogue of Life.